# Funny Sounds & Vision
Die Funny Sounds & Vision GmbH, auch kurz Funny Sounds Records, war ein Rechtsrocklabel aus Düsseldorf. Bis zu seiner Auflösung galt es als das marktbeherrschende Rechtsrocklabel in Deutschland. Gegründet und betrieben wurde es von Torsten Lemmer.
Lemmer hatte sich in der Rechtsrock-Szene ab Mitte der 90er Jahre einen Namen als Störkraft-Manager gemacht. Er wirkte auch für andere Bands aus dem neonazistischen Spektrum wie z. B. Rheinwacht, 08/15, Kraftschlag, Noie Werte, Body Checks oder Sturmwehr als Manager und/oder Produzent. Zu dieser Zeit gründete Torsten Lemmer mehrere Firmen, darunter das Label Dorfmusik, den Vertrieb Moderne Zeiten/Creative Zeiten GmbH und das Label Funny Sounds & Vision GmbH.

## Diskografie (Auswahl)
- 1994: Rheinwacht – Neue Macht FUN001
- 1994: WM-Blöker – Weltmeister ’94 FUN002
- 1994: Tollwut – Der Alptraum beginnt FUN003
- 1994:  08/15 – Die Schonzeit ist vorbei FUN004
- 1994: Various – Klänge einer neuen Generation FUN005
- 1994: Noie Werte – Danke FUN006
- 1994: Rheinwacht & Tollwut – Trunkenbolde FUN007
- 1995: Various – Oi! für Deutschland – Folge 1 FUN009
- 1995: Rheinwacht – Lieber tot als ohne Ehre FUN011 (indiziert[2])
- 1995: Siegeszug – Auch im Tode FUN012
- 1995: Various – Unser Kampf – Teil 1 FUN013
- 1995: Thors Hammer – Schlag auf Schlag FUN014
- 1995: Schlachtruf – Weiße Krieger FUN015
- 1995: Nordwind – Walhalla ruft FUN016
- 1996: Daniel Eggers – Mit Schwert und Schild FUN018
- 1996: Ronny „Hotte“ Krämer – Bis bald, Kameraden! FUN019
- 1996: Nordwind – Patriotische Balladen FUN020
- 1996: Sturmgesang – Mein letzter Sturmgesang FUN034
- 1997: Schlachtruf – Kampf ums Überleben FUN 038[3]
- 1997: Gegenwind – Gegenwind FUN040
- 1997: Hauptkampflinie – Tag der Freiheit FUN043
- 1997: Barking Dogs – Skinhead Rock FUN049
- 1998: Kraftschlag – Wird dieses Land uns je verstehen? FUN062
- 1998: Zensur – Politiker auf Kneipentour FUN063
- 1998: Offensive – Schatten der Vergangenheit FUN064
- 1998: Sturmwehr – Der große Zapfenstreich FUN065
- 1998: Kraftschlag – Alles oder Nichts FUN088-1
- 1998: Kraftschlag – Rechtsrock FUN088-2
- 1998: Kraftschlag – Gegenwind FUN088-3 (indiziert)
- 1998: Kraftschlag – Festung Europa FUN088-4 (indiziert)
- 1998: Body Checks – Brutal Deluxe BCR 9801